# Emilio Benfele Álvarez
Emilio Benfele Álvarez (ur. 15 listopada 1972 w Figueres) – hiszpański tenisista.

## Kariera tenisowa
Jako zawodowy tenisista Benfele Álvarez występował w latach 1989–2005.
W grze pojedynczej awansował do 1 finału rozgrywek rangi ATP World Tour, w 2000 roku w Kitzbühel.
W grze podwójnej Włoch osiągnął 2 finały turniejów ATP World Tour, w 2001 roku Palermo w parze z Enzem Artonim, a także w 2002 roku w Bukareszcie wspólnie z Andrésem Schneiterem.
W rankingu gry pojedynczej Benfele Álvarez najwyżej był na 81. miejscu (5 maja 1997), a w klasyfikacji gry podwójnej na 91. pozycji (5 lipca 2004).

### Finały w turniejach ATP World Tour
| Legenda                                      |
| -------------------------------------------- |
| Wielki Szlem                                 |
| Igrzyska olimpijskie                         |
| Tennis Masters Cup / ATP Finals              |
| ATP Masters Series / ATP Tour Masters 1000   |
| ATP International Series Gold / ATP Tour 500 |
| ATP International Series / ATP Tour 250      |

#### Gra pojedyncza (0–1)
| Końcowy wynik | Nr | Data          | Turniej   | Nawierzchnia | Przeciwnik    | Wynik finału        |
| ------------- | -- | ------------- | --------- | ------------ | ------------- | ------------------- |
| Finalista     | 1. | 30 lipca 2000 | Kitzbühel | Ceglana      | Àlex Corretja | 3:6, 1:6, 0:3 krecz |

#### Gra podwójna (0–2)
| Końcowy wynik | Nr | Data             | Turniej   | Nawierzchnia | Partner          | Przeciwnicy                    | Wynik finału  |
| ------------- | -- | ---------------- | --------- | ------------ | ---------------- | ------------------------------ | ------------- |
| Finalista     | 1. | 30 września 2001 | Palermo   | Ceglana      | Enzo Artoni      | Tomás Carbonell Daniel Orsanic | 2:6, 6:2, 2:6 |
| Finalista     | 2. | 15 września 2002 | Bukareszt | Ceglana      | Andrés Schneiter | Jens Knippschild Peter Nyborg  | 3:6, 3:6      |